# 미키 다카시
미키 다카시(일본어: 三木 隆司, 1978년 7월 23일 ~ )는 일본의 전 축구 선수이다.

## 구단 경력
과거 벨마레 히라쓰카, 오이타 트리니타, 나고야 그램퍼스, 도쿠시마 보르티스에서 활동하였다.